# Bimbache
Bimbache o bimbape es la denominación que reciben los primeros pobladores de la isla de El Hierro ―Canarias, España― que la habitaban antes de la conquista europea a comienzos del siglo XV, siendo uno de los pueblos aborígenes canarios relacionados genética y culturalmente con los bereberes del norte de África. Son llamados también antiguos herreños.
Colonizaron la isla entre los siglos II y IV d. C., adaptándose al entorno insular y desarrollando su propia cultura prácticamente en aislamiento desde la caída del imperio romano hasta el redescubrimiento de las islas Canarias por los navegantes europeos a comienzos del siglo XIV. Posteriormente, la conquista y colonización europeas a partir de 1405 provocaron la desaparición progresiva de su cultura, lenguaje y sociedad, mientras que su población se mestizó con los nuevos pobladores.
Los bimbaches eran una sociedad tribal con una cultura material basada en la realización de útiles de piedra, hueso y madera, debido a la inexistencia de metales en la isla. Poseían una cerámica hecha a mano sin torno. Habitaban en cuevas naturales y chozas de piedra seca, y vestían con pieles. Su modo de subsistencia se basaba en la ganadería de cabras, ovejas y cerdos, complementado por una agricultura rudimentaria de la cebada, la recolección de productos silvestres, el marisqueo y la pesca.
Adoraban a dos divinidades, una masculina y otra femenina, para las cuales realizaban ofrendas quemando partes de animales en aras de sacrificio, así como libaciones de leche. Practicaban rituales propiciatorios de lluvia con la intermediación de un espíritu que poseía forma de cerdo, y contaban con culto a los ancestros.
Hablaban un dialecto insular de la lengua guanche y poseían una escritura alfabética líbico-bereber que plasmaban en soportes de piedra, siendo uno de los rasgos más destacados de la antigua cultura bimbache.

## Etnónimo

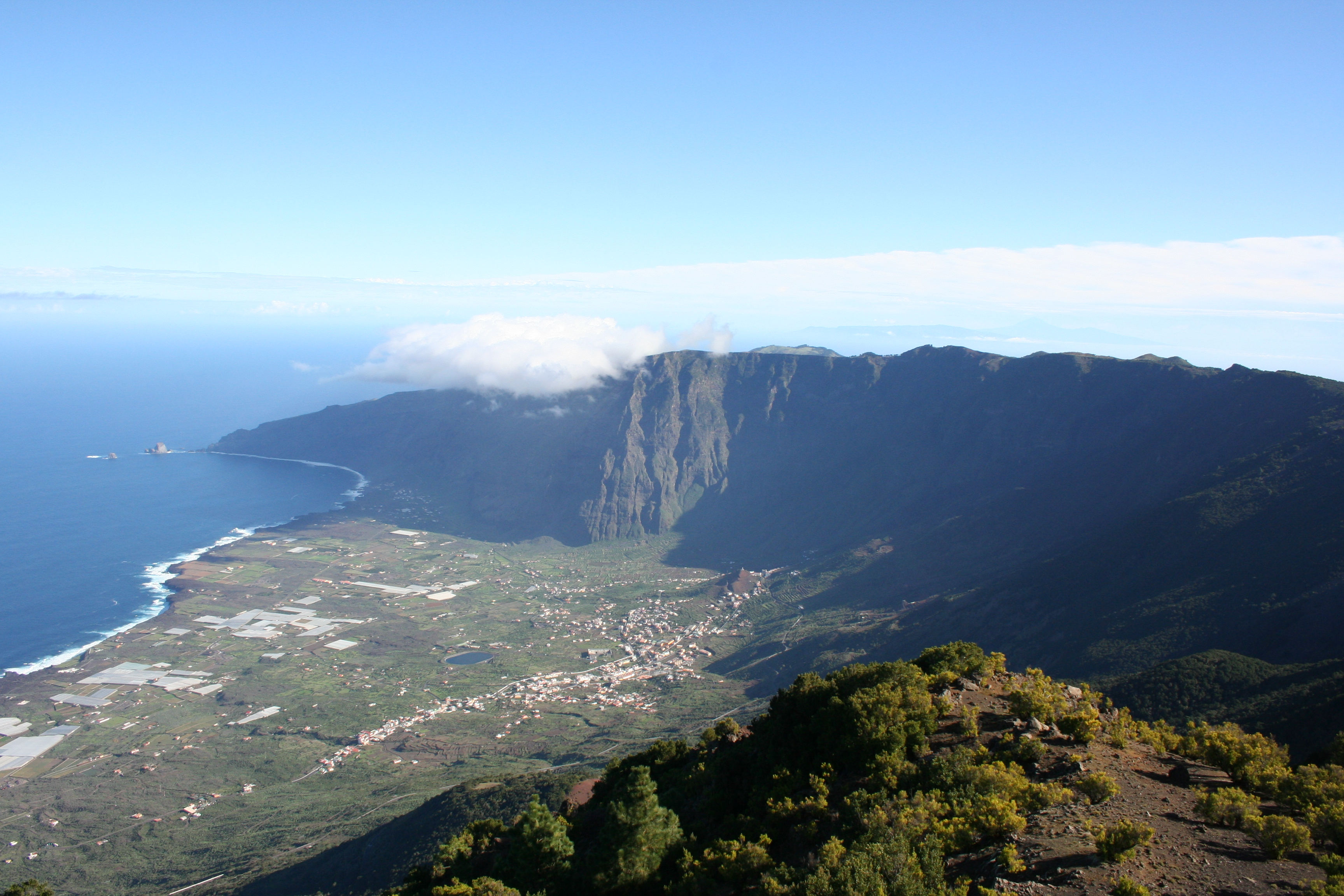
Algunos autores sostienen que «bimbache» o «bimbape» significaría 'los de la cumbre'.

## Colonización de El Hierro

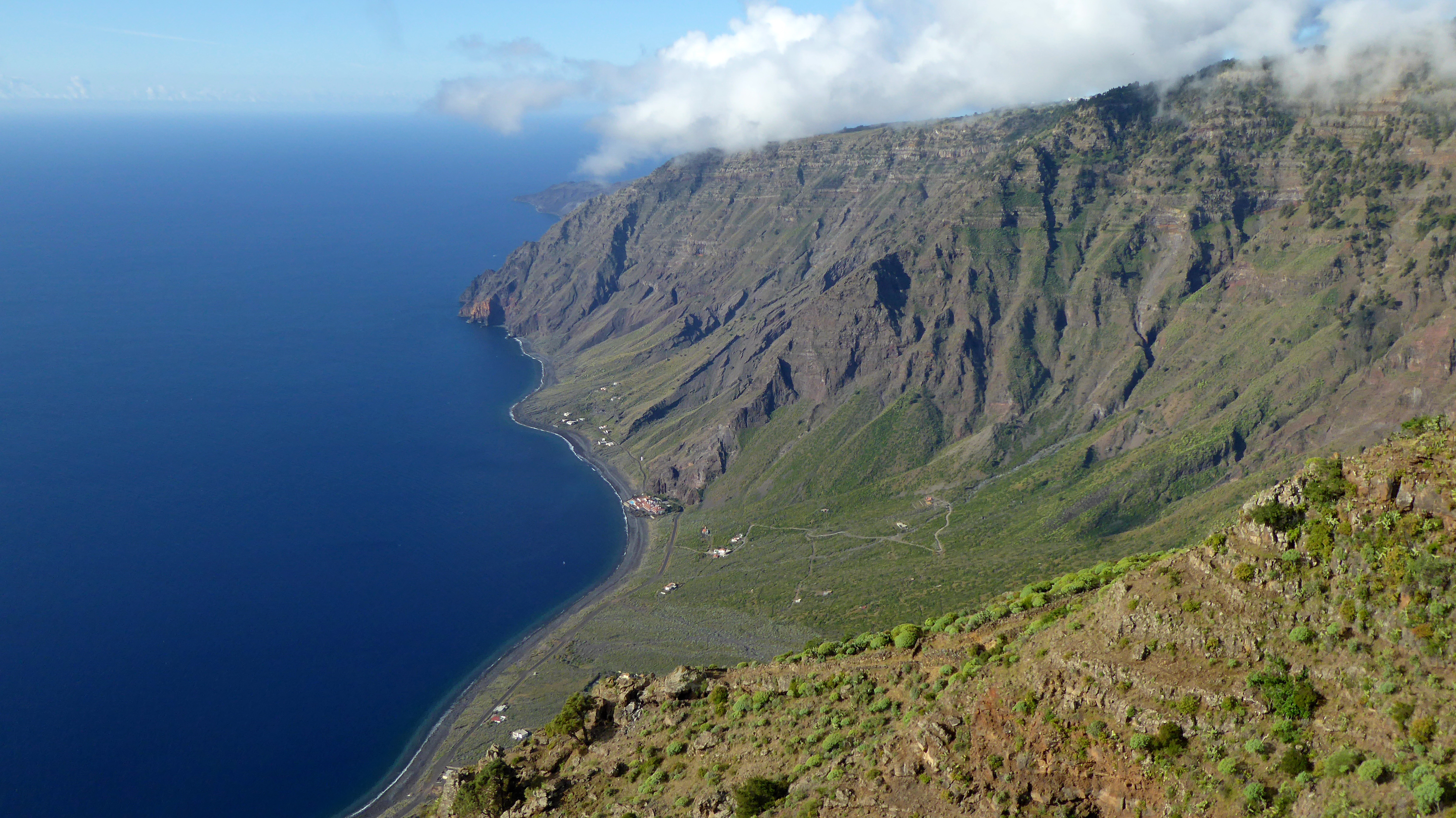
Los primeros pobladores de El Hierro tuvieron que adaptarse a una isla agreste y de recursos dispares.

## Economía y subsistencia

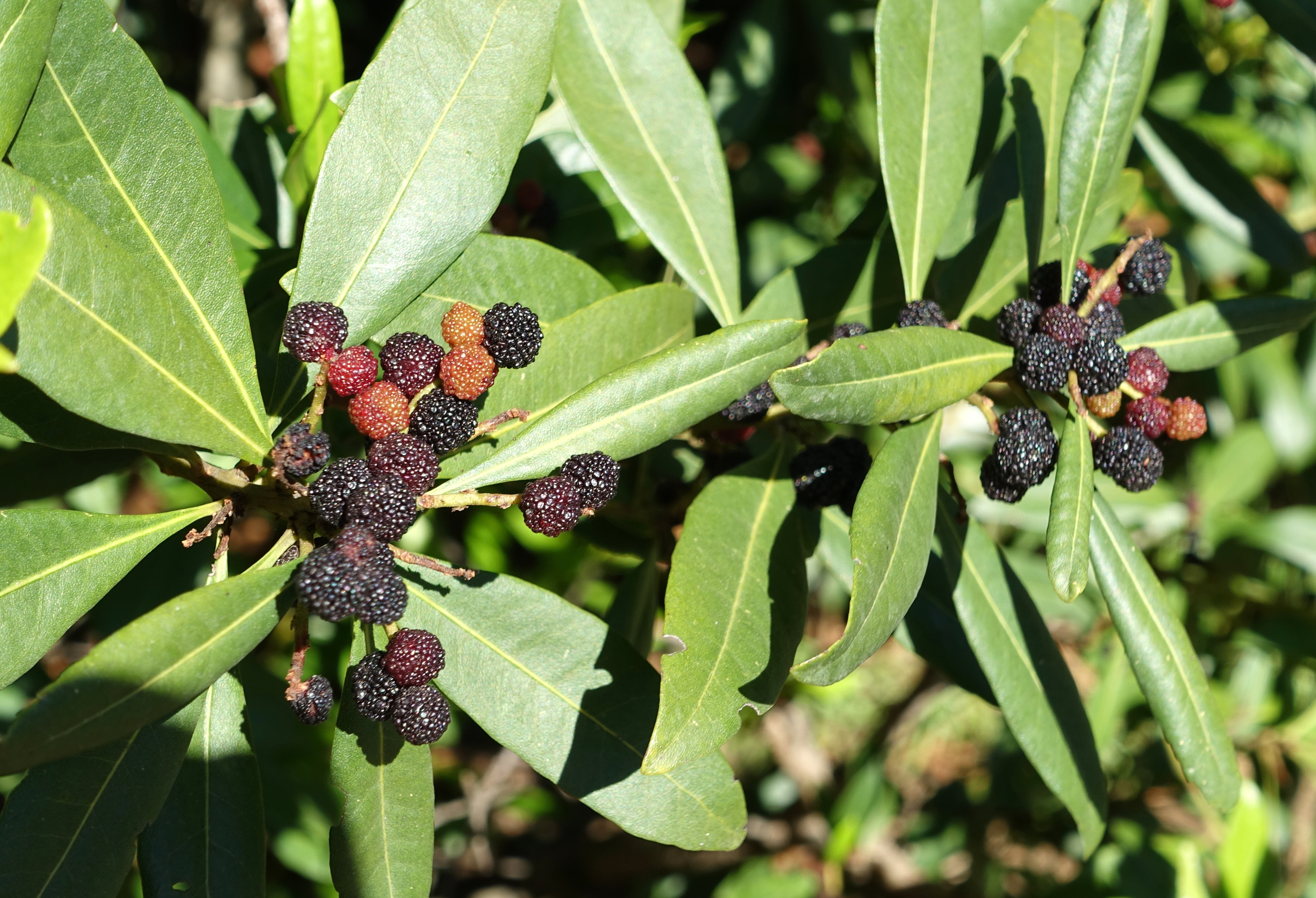
Los frutos de la haya canaria, denominados creses, eran consumidos por los bimbaches.

### Trabajo de la madera

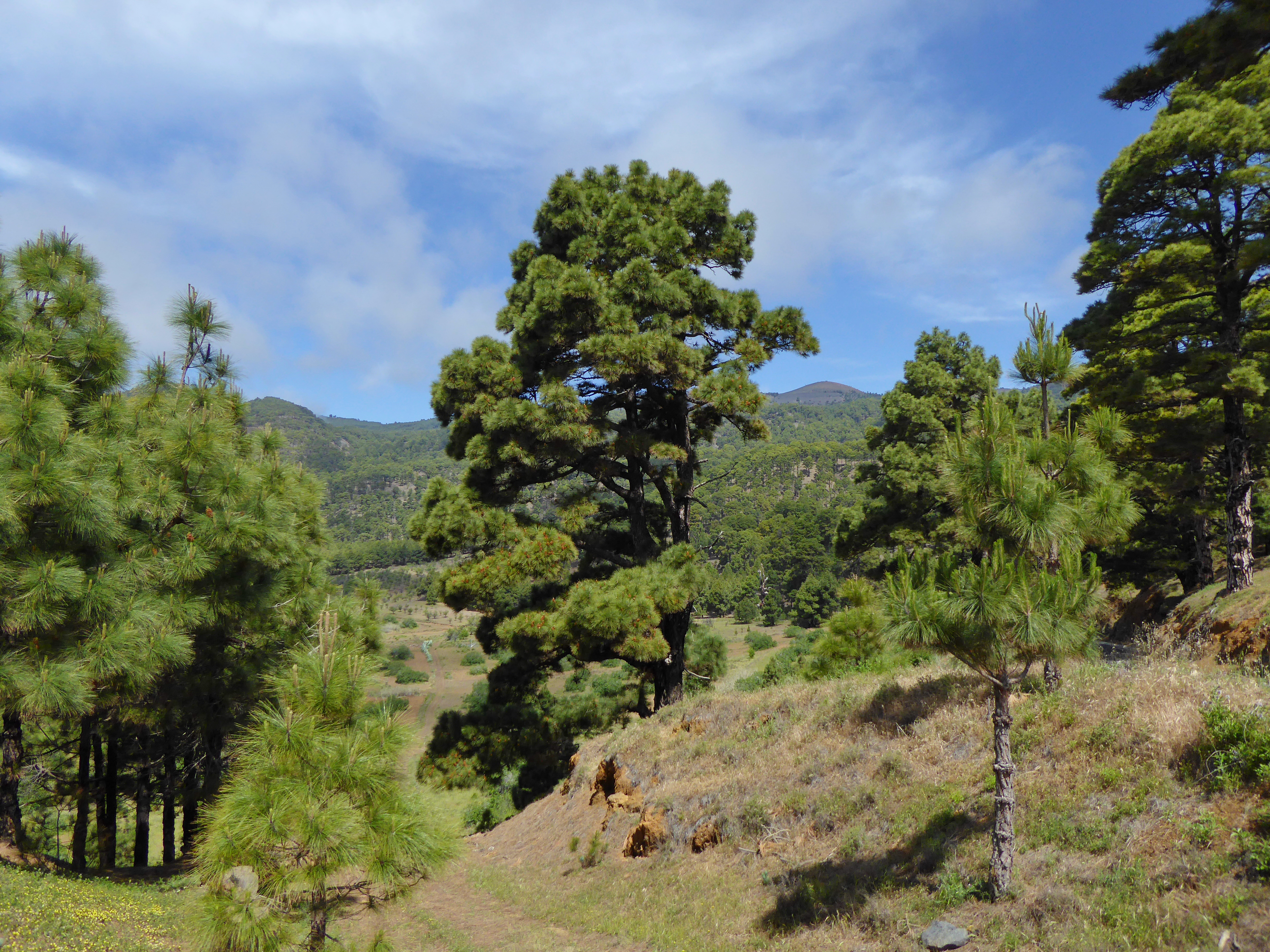
La madera de pino canario era muy utilizada por los bimbaches.

### Trabajo de la piel e indumentaria

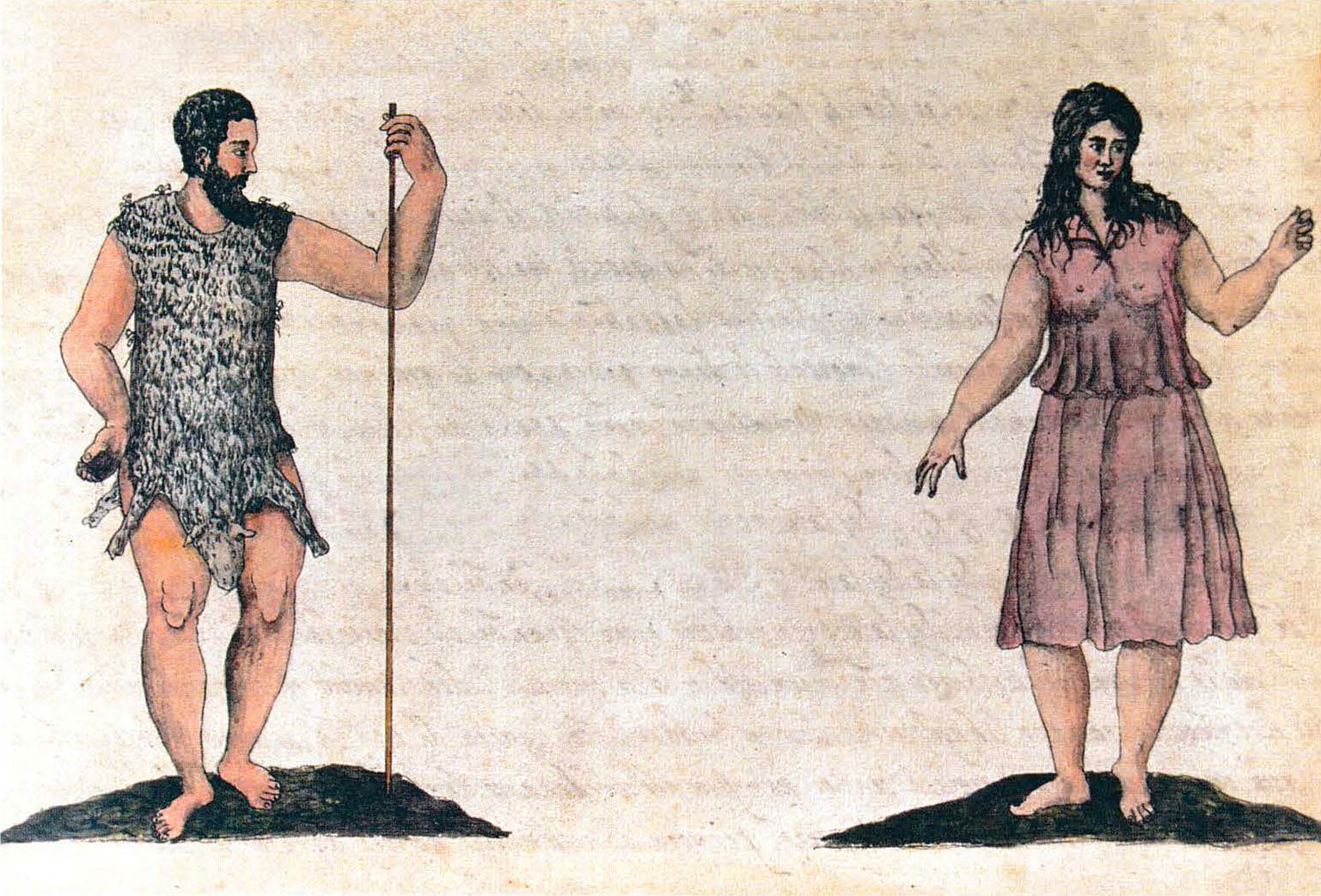
Representación de los bimbaches con su vestimenta según Leonardo Torriani (1588).

## Lenguaje y escritura

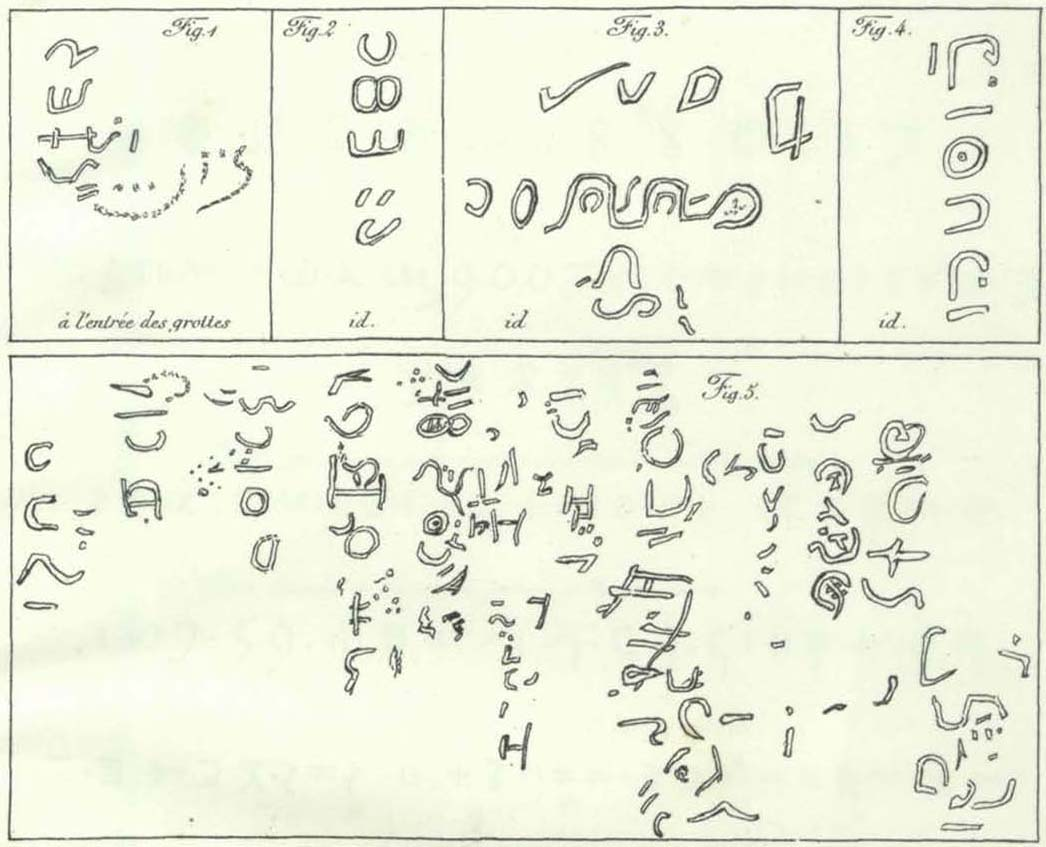
Dibujos de los grabados alfabéticos de los bimbaches en el yacimiento de La Candia (Valverde).